# Carl Johan Mörner
Carl Johan Mörner, född 10 juli 1690, död 20 november 1759 i Stockholm, var en svensk friherre och militär.
Carl Johan Mörner var son till överstelöjtnant Hans Mörner af Morlanda och Anna Maria Wrangel af Adinal. Han blev volontär vid Livgardet 1706, förare där samma år och fänrik 1707. Mörner deltog i slaget vid Holowczyn och slaget vid Poltava, där han blev tillfångatagen och förd till Vologda. Han återkom först efter fredsslutet och blev 1722 löjtnant med tur från 1719, kapten vid Garnisonsregementet i Stralsund 1730 och genom byte kapten vid Livgardet samma år. Mörner blev överstelöjtnant vid Östgöta infanteriregemente 1741, deltog i Hattarnas ryska krig och närvarade vid sjöslaget vid Korpoström. Han blev överste i hessisk tjänst 1747, överste och generaladjutant i Sverige samma år och var 1747–1757 tillförordnad chef för Östgöta infanteriregemente. Mörner blev 1756 generalmajor och var 1757–1759 chef för Upplands regemente. Han befordrades till generallöjtnant 1759 och blev samma år genom byte chef för Björneborgs regemente. Mörner blev 1748 riddare och 1754 kommendör av Svärdsorden.